# C-smalsnuitje
Het c-smalsnuitje (Aethes cnicana) is een nachtvlinder uit de familie Tortricidae, de bladrollers. De spanwijdte van de vlinder bedraagt tussen de 14 en 17 millimeter. De soort overwintert als rups.

## Waardplanten
Het c-smalsnuitje heeft vederdistels als waardplanten.

## Voorkomen in Nederland en België
Het c-smalsnuitje is in Nederland en in België een vrij algemene soort, die verspreid over het hele gebied kan worden gezien. De soort vliegt van mei tot juli.